# Antoinette VIII
O Antoinette VIII, foi um protótipo de um monoplano, monomotor francês construído e voado pela Antoinette em 1909.
Foi um desenvolvimento subsequente ainda baseado no modelo Antoinette IV, com um motor de fabricação própria porém mais potente, usando o processo de arqueamento das asas para o controle lateral, e asas mais compridas.
Sobre a utilização do Antoinette VIII, o que se sabe é que ele foi adquirido pelo suíço, Eugene Ruchonnet, que tornou-se um dos primeiros pilotos da história, voando esse modelo.

## Especificação
Estas são as características do Antoinette VIII:
- Características gerais:
  - Tripulação: um
  - Comprimento: 11,5 m
  - Envergadura: 14,02 m[1]
  - Altura: 3,0 m
  - Área da asa: 50 m²
  - Peso vazio: 590 kg
  - Motor: 1 x Antoinette 8V, um V8 refrigerado à água com cerca de ~60 hp.[1]